# Raoellidae
Famille
Les Raoellidae sont une famille fossile de mammifères placentaires ayant vécu en Asie durant l'Éocène il y a environ 45 Ma.
Classée dans l'ordre des cétartiodactyles, cette famille correspondrait aux plus proches parents connus des cétacés au sein de la branche des cétacéamorphes.

## Liste des genres
Selon BioLib (23 juin 2019) :
- genre Indohyus Ranga Rao, 1971 †
- genre Khirtharia Pilgrim, 1940 †
- genre Kunmunella Sahni & Khare, 1971 †
- genre Metkatius Kumar & Sahni, 1985 †

## Publication originale
- (en + fr) Ashowk Sahni, Sushil Bal Bhatia, Jean-Louis Hartenberger, Jean-Jacques Jaeger, Kishor Kumar, Jean Sudre et Monique Vianey-Liaud, « Vertebrates from the Subathu formation and comments on the biogeography of Indian subcontinent during the early Paleogene », Bulletin de la Société géologique de France, Paris, Inconnu et EDP Sciences, vol. 23, no 6,‎ 1981, p. 689-695 (ISSN 0037-9409 et 1777-5817, OCLC 1765827, lire en ligne).